# A7 (Frankrike)

Karta över motorvägen A7:s sträckning.

A7 (Autoroute du soleil) är fortsättningen på A6 från Paris till Lyon och går mellan centrala Lyon och centrala Marseille. Motorvägen är 302,5 km lång. Delar av vägen bär även beteckningen E15, E80 och E714.
Motorvägen är starkt trafikerad under hela året. Delen i Rhône-dalen är huvudsaklig transitväg för transporter mellan norra Frankrike, Benelux-länderna, och Tyskland till Italien, Sydfrankrike och östra Spanien. Dessutom finns det flera stora städer längs sträckningen som ytterligare fyller upp de sex körfälten. Under sommarmånaderna fylls motorvägen med semesterfirare, något som kan leda till enorma köer på över hundra kilometer i varje riktning.